# Auronzo di Cadore
Auronzo di Cadore vagy röviden Auronzo, ladin nyelven Aurònžo vagy Aurònže, velenceiül Auronso de Cador, község (comune) Észak-Olaszországban, Belluno megyében, Veneto tartományban, a Dolomitok keleti peremén, a Ansiei folyó völgyében, 866 m tengerszint feletti magasságban, a gáttal felduzzasztott Auronzói-tó északkeleti partján, festői természeti környezetben.

## Fekvése
Auronzo a Cadore-vidéken fekszik, az Ansiei folyó völgyében. Az Ansiei a Piave jobb oldali mellékfolyója, amelyre 1930–32 között duzzasztógátat építettek, hidroelektromos energiatermelés céljából. A gát fölött kialakult a mesterséges Auronzói-tó (lago di Auronzo) más néven Szent Katalin-tó (lago di Santa Caterina), ennek vízfelülete kb. 0,5 km2.
Auronzót a Keleti-Dolomitok hegycsoportjai veszik körül. Északnyugaton és északon, az Ansiei bal partján a kiterjedt Cadini-hegycsoport emelkedik, ez zárja el a kilátást nyugat felé az Ansiei folyó nagy kanyarulatában. Északkeleten a város fölé egy, a Sexteni-Dolomitokhoz sorolt hegylánc emelkedik, a Croda da Ligonto (2794 m), Croda da Campo (2700 m) és a Sexteni-Dolomitok legdélibb csúcsa, a 2456 m magas Monte Aiarnola. E hegylánc választja el az Ansiei-völgyet a Dolomitok északi határától, a Comelico-völgytől. Kelet felé a Piavén túli Dolomitokat láthatjuk, ezek már Friuli-Venezia Giulia tartományban fekszenek. (A Friuli-Dolomitok is fődolomit-kőzetből állnak, de földrajzilag nem szokták őket a Dolomitokhoz sorolni. Végül a várostól délre és délnyugatra, az Ansiei déli (jobb) partján a Marmarole hegycsoport előhegyeit látjuk. A Marmarole-hegyvidék választja el az Ansiei-völgyet a Boite folyó völgyének alsó szakaszától, az Ampezzói-völgytől.
Auronzóhoz, a fő településhez tartozik még két településrész (frazione): a Misurina-tó mellett fekvő Misurina és a Piave-völgyi Cima Gogna, az utóbbinál torkollik az Ansiei a Piave folyóba. Auronzón áthalad az SS48 számú országos főútvonal, amely az A22 autópályától nyugat-keleti irányban a Dolomitok központján (a Pordoi-hágón és a Falzarego-hágón) át, Cortina d’Ampezzo érintésével vezet a Piave folyóhoz. Az SS48-as útból Auronzo alatt ágazik ki észak felé a kanyargós SR532-es út, amely a Diebba-völgyön és a Zovo-hágón át haladva Padolánál becsatlakozik a SS52 sz. főútba, amely a Comelico-völgyben a Kreuzberg-hágóra visz. Auronzo és Cima Gogna között az SS48-as útból kelet felé még kiágazik egy 5 km hosszú, hegybe vágott közúti alagút is, ezzel indul az SS52-es főút, amely kikerülve a Zovo-hágó útját, a Piave-menti Santo Stefano di Cadore községbe vezet, a Comelico-völgy keleti végébe.
Auronzo községgel (comune) szomszédos községek északon a dél-tiroli Toblach és Sexten, keleten (a Comelico-völgyben) Comelico Superiore, Danta di Cadore és Santo Stefano di Cadore, délen (a Piave völgyében) Vigo di Cadore, Calalzo di Cadore, Lozzo di Cadore és San Vito di Cadore, végül nyugat felé az Ampezzói-völgyben fekvő Cortina d’Ampezzo városa (utóbbiak mind Belluno megyéhez tartoznak).

## Történelme
A vidék legrégebbi ismert lakói venétek voltak, ők a rómaiak uralma alá kerültek az i.e. 3. században. Az i.sz. 2–4. századokban Auronzo helyén római kultikus központ működött. A korai középkortól 1797-ig a Velencei Köztársasághoz tartozott. (A város jelképének számító Drei Zinnen hármas hegycsúcs jelenleg Toblach és Auronzó községek határvonalán fekszik, ez korábban Velence és a Habsburg Birodalom határvonala volt, amelyet 1572-ben tűztek ki). A napóleoni háborúk után Venetóval együtt a Habsburgok Lombard–Velencei Királyságához csatolták, 1866 után az Olasz Királysághoz került. Az első világháborúban, a caporettói áttörés során, 1917 november elején Krobatin vezérőrnagy 10. hadserege elfoglalta, 1918 október végén a piavei összeomlás nyomán az olaszok visszafoglalták.
A 19. század közepéig a helyi lakosok bányászatból és fakitermelésből éltek. A második világháború után fejlődésnek indult a turizmus, amely 20. század végére a legfontosabb gazdasági ágazattá nőtt. Auronzo városa a Cadore-völgy legjelentősebb idegenforgalmi központja lett.

## Látnivalók
A városhoz tartozó területek népszerű látványossága a közeli Misurina-tó, és a Sexteni-Dolomitok hegyvidéke, különösen az Auronzo-menedékház, a Drei Zinnen-plató sziklacsúcsai felé irányuló túrák kiinduló pontja. A Drei Zinnentől délre fekvő Monte Piana nevezetessége a világháborús emlékmúzeum, a megmaradt katonai állások és lövészárkok.
Auronzo város nevezetessége a festői tóparti sétány, innen szép időben a Drei Zinnen, mellette a Monte Cengia és a 3094 m magas Zwölferkofel (Cima Dodici / Croda dei Toni) is látható. Érdekes még a Szent Lukács-templom (San Lucano) és a város védőszentjéről, Padovai Szent Jusztináról elnevezett templom (Santa Giustina di Padova).
2008 júniusában megnyitották a városi múzeumot (Museo Civico), a Dante úton, a Corte Mette palotában, négy állandó részleggel (természettudományi, régészeti, ásványtani, és első világháborús). A múzeumban rendszeres időszaki kiállításokat is rendeznek.

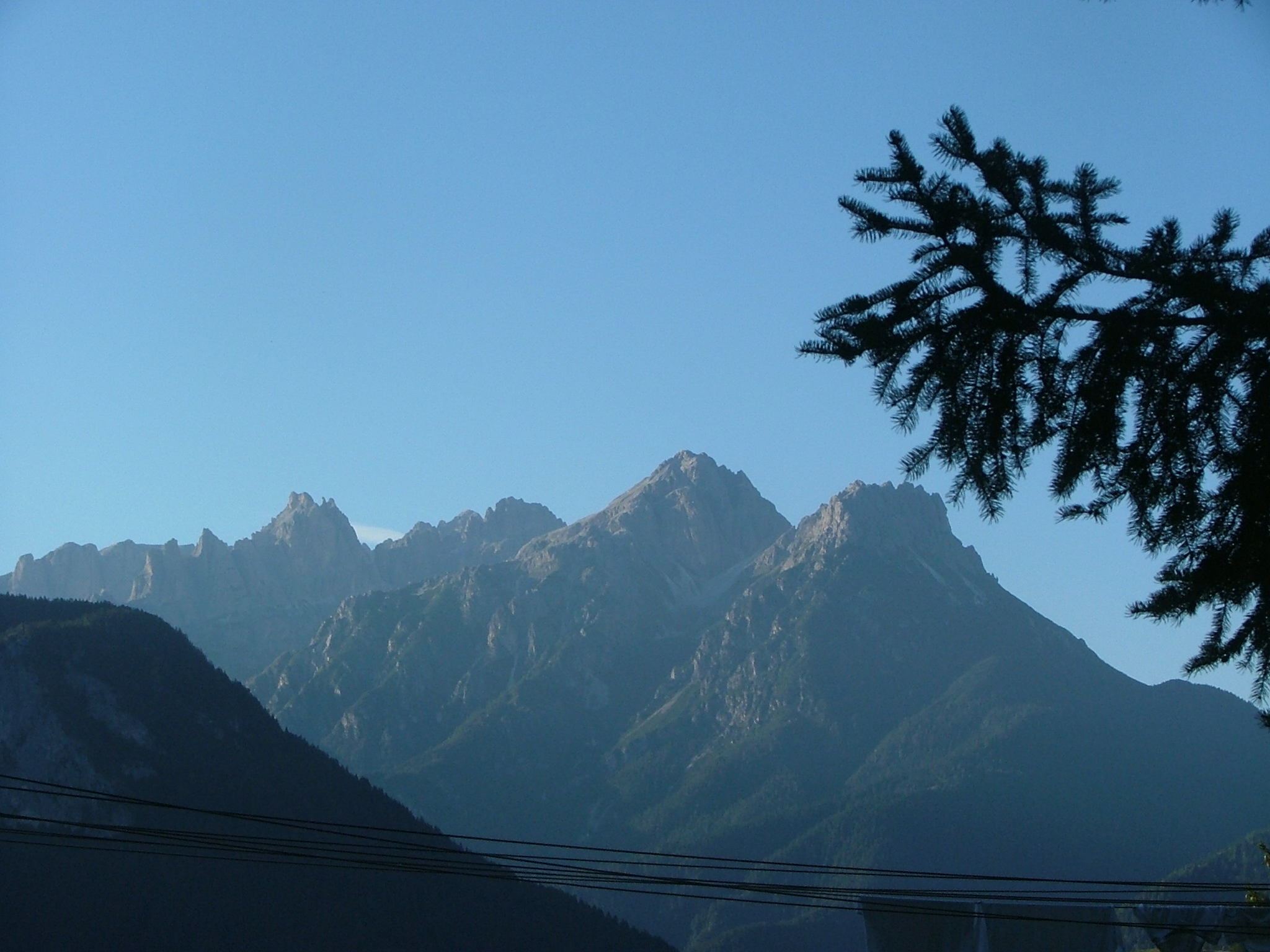
Monte Aiarnola (délről)
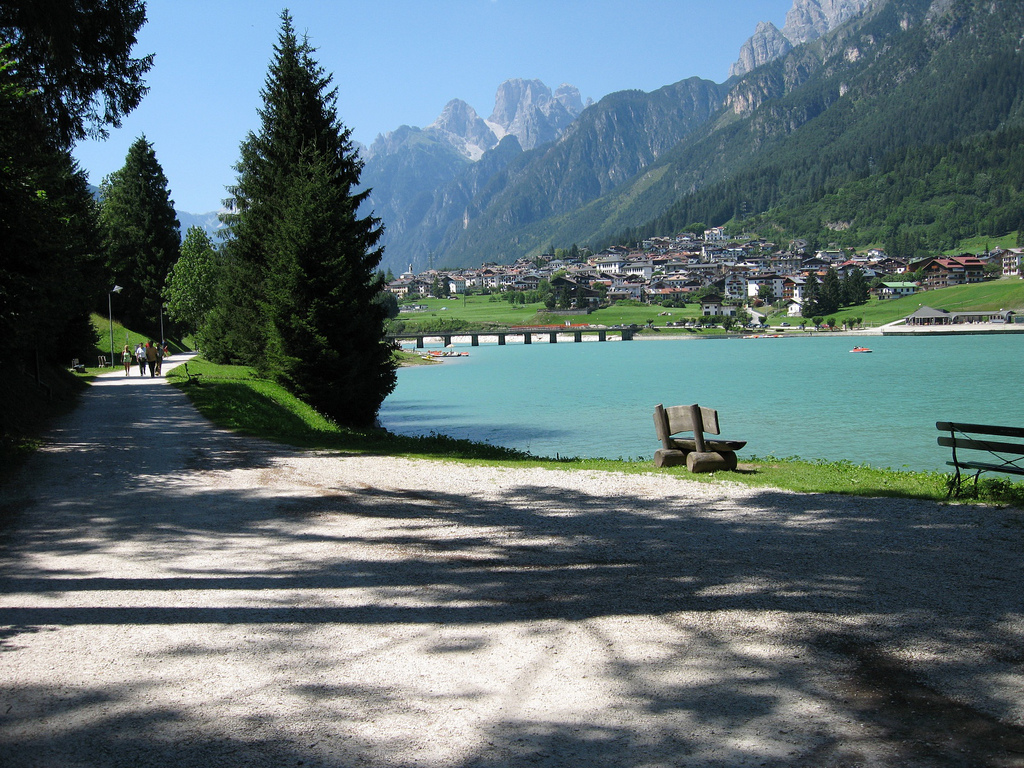
Parti sétány, híd a tó fölött
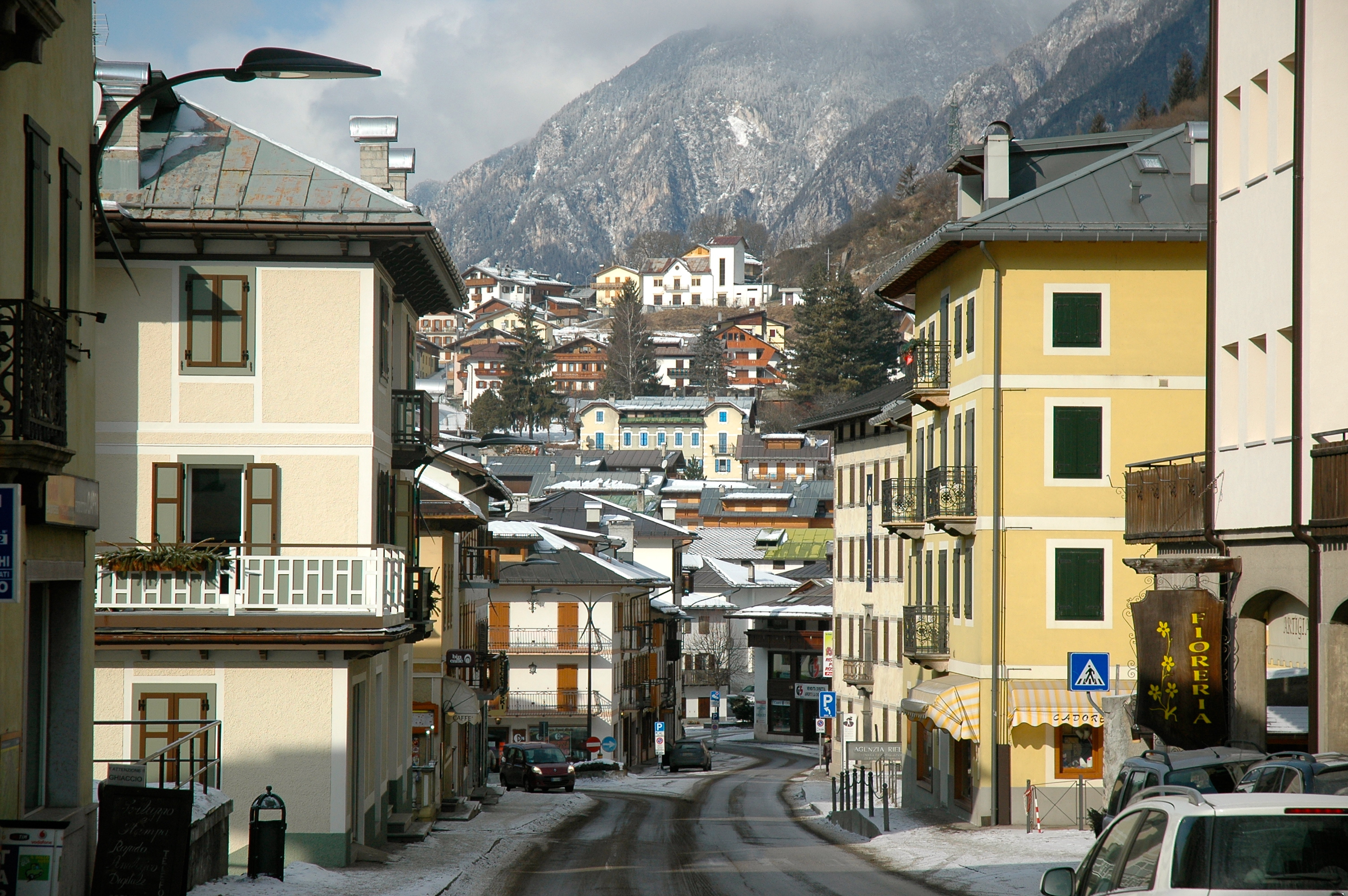
Utcakép Auronzóban
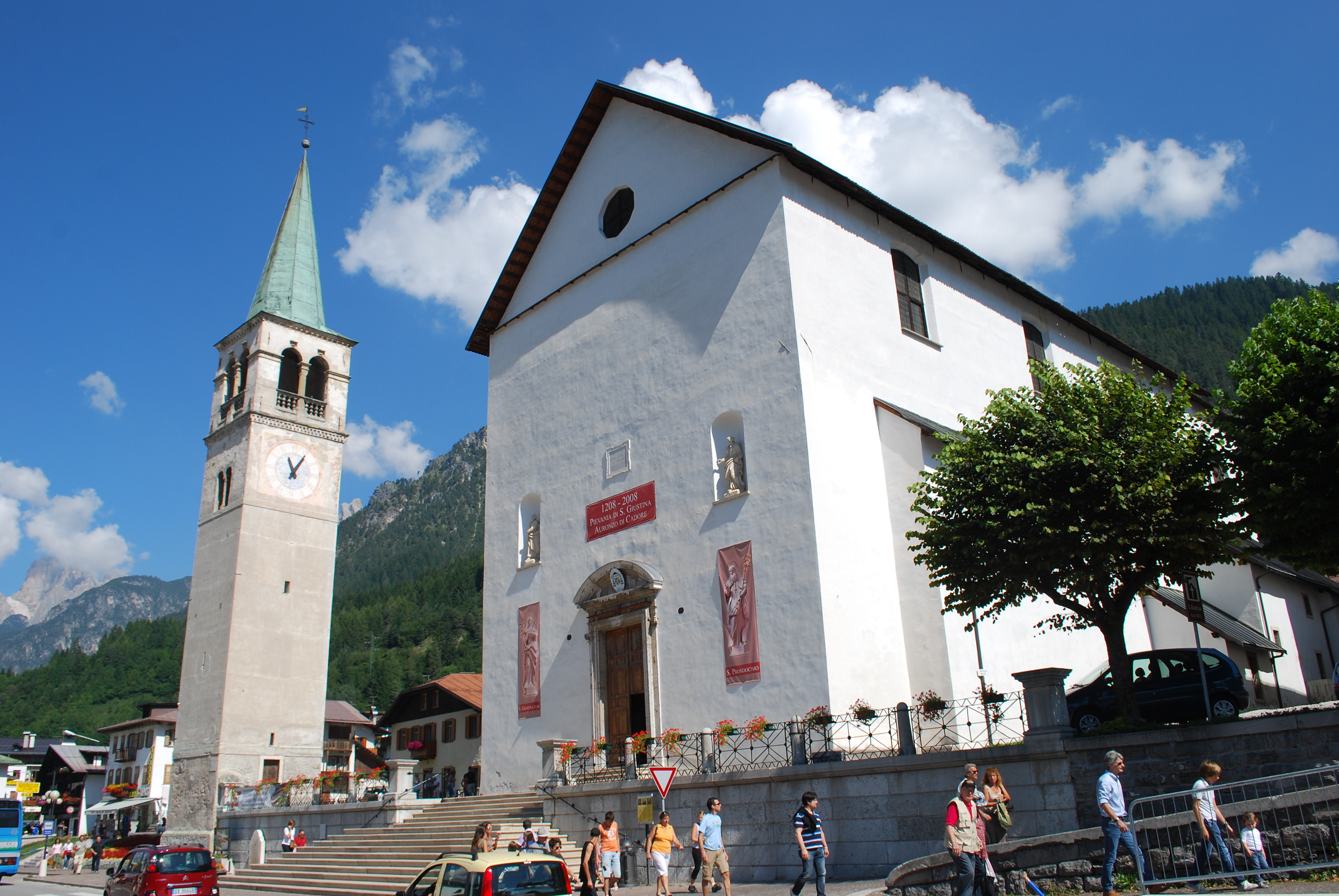
A Szent Jusztina templom
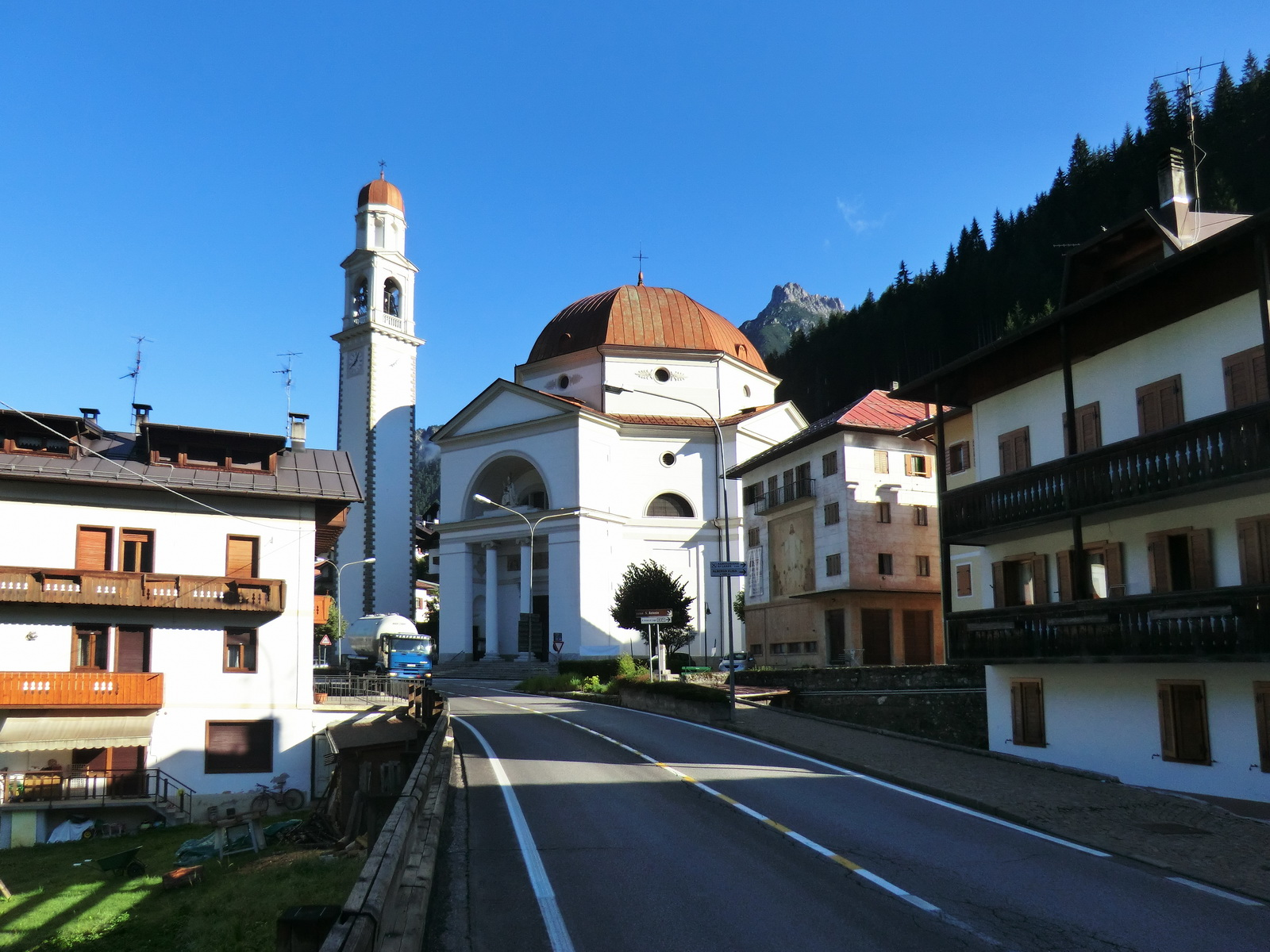
Szent Lukács-templom

## Alpinizmus, sport
A Giro d’Italia 1946-os, 1948-as, 1953-as és 1973-as futamának útvonala Auronzón át vezetett, itt volt az egyik szakasz-cél. A város melletti mesterséges tó népszerű vízisport-helyszín, minden évben kenu- és motorcsónakversenyt rendeznek itt. Télen a síelők mintegy 13 km-nyi gondozott sípályát találhatnak, amelyek a Misurina-tóhoz érnek le. A pályák a Dolomiti Superski regionális síszövetségen belül a Cortina d’Ampezzó-i zónához tartoznak. A városban fedett jégcsarnok, a környező terepen számos jól karbantartott sífutó pálya található.
2015-ben itt rendezi a Nemzetközi Kajak-Kenu Szövetség a Sárkányhajó Európa-bajnokságát.
Auronzo szülötte Violetta Caldart (*1969) curling-játékos, a 2006-os téli olimpiai csapat tagja. Csapatával 2002-ben EB-aranyérmet, 2006-ban EB ezüstérmet nyert.